# Crocón
En la mitología griega Crocón o Crocono (en griego Κρόκωνος) es un personaje que aparece en dos fuentes.
Dice Pausanias que cruzando los Reitos, Crocón fue el primer habitante del lugar que todavía hoy se llama Palacios de Crocón. Los atenienses dicen que este Crocón se casó con Sésara, la hija de Céleo; y lo dicen no todos, sino los que pertenecen al demo de Escambónidas. El autor aclara que no fue capaz de encontrar la tumba de Crocón, pero el sepulcro de Eumolpo lo mostraban los atenienses en el mismo lugar que los eleusinios.
Apolodoro nos dice que Árcade tuvo dos hijos, Élato y Afidante, de Leanira, hija de Amiclas, o de Meganira, hija de Crocón, o, según Eumelo, de la ninfa Crisopelía.